# Saint-Jean-de-Vals
Saint-Jean-de-Vals ist eine südfranzösische Gemeinde mit 84 Einwohnern (Stand: 1. Januar 2022) im Département Tarn in der Region Okzitanien. Saint-Germier gehört zum Arrondissement Castres und ist Teil des Kantons Castres-2 (bis 2015: Kanton Roquecourbe). Die Einwohner werden Saint-Jean-Valois genannt.

## Geographie
Saint-Jean-de-Vals liegt im Haut-Languedoc, etwa 65 Kilometer ostnordöstlich von Toulouse und etwa neun Kilometer nördlich von Castres. Umgeben wird Saint-Jean-de-Vals von den Nachbargemeinden Montredon-Labessonnié im Norden und Nordosten, Roquecourbe im Süden und Osten, Saint-Germier im Südwesten sowie Montfa im Westen und Nordwesten. 

## Bevölkerungsentwicklung
| Jahr                      | 1962 | 1968 | 1975 | 1982 | 1990 | 1999 | 2006 | 2012 |
| Einwohner                 | 70   | 73   | 56   | 55   | 51   | 54   | 57   | 81   |
| Quelle: Cassini und INSEE |      |      |      |      |      |      |      |      |